# الانگواسو
الانگواسو (به لاتین: Allangouassou) یک منطقهٔ مسکونی در ساحل عاج است که در N'zi-Comoé واقع شده‌است.